# Калинин, Александр Анатольевич
Алекса́ндр Анато́льевич Кали́нин (16 февраля 1975, пос. Надвоицы, Карельская АССР — 21 февраля 2000, с. Харсеной, Чечня; похоронен в Пскове) — капитан ВС РФ, участник Второй чеченской войны, Герой Российской Федерации (2000, посмертно). Командир группы минирования 2-й отдельной бригады специального назначения Главного разведывательного управления Генерального Штаба Вооруженных Сил РФ.

## Биография
Родился 16 февраля 1975 года в поселке Надвоицы Сегежского района Карельской АССР. Русский. Окончил среднюю школу.
В 1992 году призван на службу в армию. Поступил в Рязанское высшее воздушно-десантное командное училище, но затем был переведен в 16-ю роту курсантов Новосибирского высшего общевойскового командного училища, которое окончил в 1996 году. Служил во 2-й отдельной бригаде специального назначения, дислоцированной в Ленинградском военном округе (Псков), в/ч № 64044. Был командиром группы спецназа, командиром разведгруппы, старшим переводчиком информационного отделения, затем назначен командиром группы минирования.
Во главе своей группы участвовал во второй чеченской войне, в 1999 году, был награждён орденом Мужества.
21 февраля 2000 года около села Харсеной Шатойского района три группы 2-й бригады спецназа общей численностью 25 человек попали в засаду, подготовленную несколькими сотнями боевиков. Все 25 спецназовцев и 8 бойцов из другого подразделения, пытавшегося прийти на помощь, погибли, согласно показаниям взятых впоследствии в плен боевиков и жителей села, бандиты потеряли от 70 до 100 человек только убитыми.
Капитан Александр Калинин похоронен в Пскове на Орлецовском кладбище (Орлецы-2).
Указом Президента Российской Федерации № 1162 от 24 июня 2000 года капитану Калинину Александру Анатольевичу за мужество и героизм, проявленные при выполнении воинского долга в Северо-Кавказском регионе присвоено звание Героя Российской Федерации (посмертно). Также звание Героев Российской Федерации было присвоено погибшим в том бою капитану М. В. Боченкову и старшему лейтенанту С. В. Самойлову, а 22 погибших сержанта и рядовых были награждены посмертно орденами Мужества.

## Память
Именем Героя названа улица в его родном посёлке Надвоицы.
Памятник Герою воздвигнут на мемориале Героям-выпускникам Новосибирского военного общевойскового командного училища.
Приказом Министра обороны РФ Александр Калинин посмертно зачислен в списки 2-й роты 2-й отдельной бригады специального назначения ГРУ ГШ. 
В 2018 году памятник герою воздвигнут в г. Петрозаводск.